# Campionati europei di atletica leggera indoor 2015 - Staffetta 4×400 metri maschile
La gara della staffetta 4×400 metri maschile dei campionati europei di atletica leggera indoor 2015 si è tenuta l'8 marzo con partenza alle ore 17:55. Si è disputata in turno unico con 6 squadre alla partenza.

## Risultati
| Pos. | Nazione       | Atleti                                                     | Tempo   | Note                                                     |
| ---- | ------------- | ---------------------------------------------------------- | ------- | -------------------------------------------------------- |
| 1    | Belgio        | Julien Watrin Dylan Borlée Jonathan Borlée Kévin Borlée    | 3'02"87 | Miglior prestazione mondiale stagionale · Record europeo |
| 2    | Polonia       | Karol Zalewski Rafał Omelko Łukasz Krawczuk Jakub Krzewina | 3'02"97 | Record nazionale                                         |
| 3    | Rep. Ceca     | Daniel Němeček Patrik Šorm Jan Tesař Pavel Maslák          | 3'04"09 | Record nazionale                                         |
| 4    | Russia        | Aleksey Kenig Pavel Savin Nikita Vesnin Lev Mosin          | 3'08"00 | Miglior prestazione personale stagionale                 |
| 5    | Gran Bretagna | Conrad Williams Jamie Bowie Jarryd Dunn Rabah Yousif       | 3'08"56 | Miglior prestazione personale stagionale                 |
| 6    | Irlanda       | Dara Kervick Tim Crowe Harry Purcell Brandon Arrey         | 3'10"61 | Miglior prestazione personale stagionale                 |